# Эрамжян, Рудольф Амаякович
Рудольф Амаякович Эрамжян (7 марта 1937, Манес, Армения — 10 мая 1998, Москва) — советский учёный, лауреат премии им. М. В. Ломоносова (1977).

## Биография
Окончил физический факультет МГУ (1961).
В 1964—1991 старший научный сотрудник лаборатории теоретической физики Объединённого института ядерных исследований (Дубна). С 1986 года возглавлял Лабораторию фотоядерных реакций.
Кандидат (1965, «Захват мюонов лёгкими ядрами»), доктор (1976, «Слабые взаимодействия в атомных ядрах при промежуточных энергиях») физико-математических наук. Профессор (1993), читал в МГУ спецкурс «Структура атомных ядер».
Лауреат премии им. М. В. Ломоносова (1977) в составе авторского коллектива за работу «Открытие и теоретическое исследование явления резонансного возбуждения ядер в процессах мезон-ядерного взаимодействия».